# شرف شمس
شرف الشمس اصطلاحی است که در قرون اخیر در ایران رواج یافته و برخی آنرا سنگ انگشتری زرد رنگ و برخی دیگر دعایی منسوب به علی بن ابی طالب می‌دانند. مروجان آن معتقدند که در روز ۱۹ فروردین و در ساعتی خاص و با آدابی خاص حروف و نشانهایی (که نام خداوند در ادیان مختلف می‌باشد با حروف ابجد) را بر روی سنگ حکاکی می‌کنند که که مدعی اند آثاری دارد. در کتاب «جنه الوافیه» مشهور به «مصباح کفعمی» آمده‌است: این حروف (دعای شرف شمس) شکل اسم اعظم است، سپس در حاشیه کتاب یاد شده می‌گوید: در بعضی از کتاب‌های شیعه دیدم که از امام اول شیعیان علی بن ابی طالب نقل شده‌است. در کتاب ریحانه الادب نیز ذیل نام «ابو البدر» از عالمان قدیم شهر اردبیل، به نقل از او شرح مفصلی دربارهٔ شرف الشمس و حروف آن و اشعاری که به علی بن ابی طالب در مورد این حروف منسوب است و طرز نوشتن این حروف داده‌است.

## سابقه تاریخی
در روایات شیعه از صدر اسلام تا قرن هفتم هیچ اشاره ای به شرف الشمس نیست اما از ان هنگام در برخی کتب و بدون هیچ سندی روایاتی به امام اول شیعیان نسبت داده شده که در قرون اخیر رواج بیشتری میابد اما در کتاب «الاحجار الکریمه: التختم - الخواص - النقوش» نوشته محسن عقیل در زیر عنوان «حرز من جمیع المکاره» اینگونه از حجت بن الحسن عسکری امام دوازدهم شیعیان آمده‌است: «آن حرزی است برای محافظت از تمام بدی‌های آسمانی و زمینی و آن اسم اعظم است و کامل‌ترین انگشتر است.» از سویی در دوران صفوی گرایش گسترده‌ای به خرافات "سعد و نحس ایام " با استفاده از ستارگان و نجوم در جامعه ایجاد می‌شود که با استقبال سلاطین وقت نیز روبرو می‌شود. داماد مجلسی (خاتون آبادی) کتابی تحت عنوان «الانوار المشرقه» برای یافتن سعد و نحس ایام می‌نویسد خود مجلسی نیز می‌نویسد در برخی احادیث شرف (بهترین مکان) شمس (خورشید) را برج حمل دانسته‌است. اصطلاحی است که رمالان با استفاده سعادت و نحوستی که از قرار گرفتن ستاره‌ها در برج‌های فلکی به دست می‌آورند آن را وضع کرده‌اند (مانند هبوط و شرف و …) و گفته‌اند شرف آفتاب وقتی است که در درجه ۱۹ حمل (فروردین) باشد.

## نظر مذهبی
مبشر کاشانی شرف الشمس را جزء علوم غریبه می‌داند که در کتب متقدمین اعم از روایی و ادعیه و اذکار اثری از آن یافت نشده‌است، و اعتبار آن را متاخرین در چند قرن اخیر بیان کرده‌اند و در کتب جواهر مکنونه و السحاب اللئالی و کتب دیگر و اثر از بین بردن فقر و بیماری‌ها و حفاظت از گزند جانوران و ایمنی از بلایا و کسب عزت و بزرگی برای آن ذکر کرده‌اند.»
سید محمد صادق روحانی گفته‌است اهل این گونه فنون (اهل علوم غریبه) می‌گویند که اگر یک بار شرف الشمس به طریق مخصوص نوشته شود، دیگر احتیاجی به تکرار در سال بعد ندارد و اثرش باقی است و حسین مظاهری با اشاره به قابل اعتماد بودن شرف الشمس می‌گوید: «شرف الشمس مورد اعتماد است. اگر کسی داشته باشد، تجدید لازم نیست».
دربارهٔ شرف الشمس و حروف آن و اشعاری که به علی بن ابی طالب در مورد این حروف منسوب است و طرز نوشتن این حروف در کتاب ریحانه الادب در ذیل نام «ابو البدر» از عالمان قدیم شهر اردبیل آمده‌است.
در قرن هفتم در کتاب مصباح کفعمی، این حدیث شرف شمس را می‌آورد البته بدون ذکر سند حدیثی را بیان می‌کند در بعضی از کتاب‌های علمای شیعه دیدم که این شکل از امام اول شیعیان علی بن ابی طالب نقل شده‌است.
همچنین گفته شده شرف یک اصطلاح نجومی است که برای قرار گرفتن ستاره‌ها در برخی از برج‌های فلکی و میزان سعادت و نُحوسَت روزها از آن استفاده می‌شود (در مورد خورشید قرار گرفتن آن در برجهای حمل (فروردین)، اسد (مرداد) یا قوس (آذر) یا همان برجهای آتشی به دلیل هم طبع بودن خوش یُمن است و شرف آن محسوب می‌شود). از قدیم الایام تا کنون قرار گرفتن هر ستاره را در برج و درجه‌ای که شرف آن باشد، دارای نوعی از تأثیر دانسته و قرار گرفتن آن در درجه‌ای دیگر که هبوط آن باشد، را دارای تأثیر دیگری می‌دانند و گفته‌اند شرف الشمس هنگامی است که در درجه ۱۹ حمل (فروردین) باشد. هر سال در روز ۱۹ فروردین خورشید به نقطه خاصی در آسمان می‌رسد و حالتی معادل شب قدر را ایجاد کرده و در این روز نسبت به سایر کواکب روی زمین قدرت بیش‌تری دارد. نقطه مقابل شرف، هبوط است.

## اَشکال حرز شرف الشمس و معنای آنها
حرز شرف الشمس که روی نگین یا عقیق حکاکی می‌شود، آداب خاصی دارد، شامل پنج اسم اعظم خداوند است که آن‌ها را کلمات مبارکه «الله؛ جمیل؛ رحمن؛ مومن؛ نور» گفته‌اند و به جای نقش از پنج حرف اول آن‌ها به صورت «ا.ج.ر.م. ن» می‌توان استفاده کرد. این نقش ۱۳حرف دارد ۴حرف از تورات ۴ حرف از انجیل و ۵ حرف از قرآن کریم است. تصویر جدول یا لوح شرف شمس هم در زیر آورده شده که خواص یکسانی را با نقش حرز دارد.

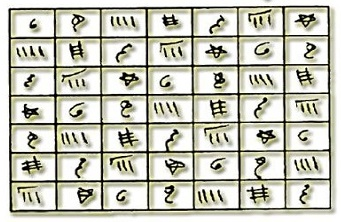
لوح شرف شمس

## نظر علمای مذهب شیعه

حسن آزاده آملی در کتاب «هزار و یک نکته»، نکته ۹۷۷، مطالبی راجع به شرف شمس را ذکر نموده‌اند. در این کتاب در وصف و تعریف و تأثیر آن به فارسی گفته شده‌است که:
اولی خاتمی همی باید/که بود پنج گوشه آن خاتم‏
لیک شرط نوشتنش این است‏/ که نراند بر آن دوباره قلم‏
بنویسد عقیب آن سه الف‏/ که صد و یازده بود برقم‏
بر سر هر سه چون سنان مدی‏/ بکشد آنچنان که نبود خم‏
بعد از آن میم بید می‌باشد/ که بود کور و چشم او برهم‏
پس بود نردبان سه‌پایه‏/ که نباشد از آن زیاد و نه کم‏
بعد از آن چار الف بود همسر/ چو انامل ستاده پهلوی هم‏
هست آنگاه‌ها و پس واوی‏/ که بود کج به هیئت محجم‏
سیزده حرف باشد اینصورت‏/ هر یکی در صفا چو باغ ارم‏
چار حرف وی است از تورات‏/ چار ز انجیل عیسی مریم‏
پنج حرف دگر ز قرآنست‏/ اسم اعظم همین بود فافهم
ای تویی حامل چنین اسما/ ایمنی از همه بلا و سقم‏
نگزد مار و عقربت هرگز/ نشوی تا تویی غمین و دژم‏
از وبا و علل تو آزادی‏/ و ز تب و درد و جملگی الم‏
سید موسی شبیری زنجانی می‌گوید که استفاده از شرف الشمس به امید درک ثواب مانعی ندارد.